# El Negrito Poeta
El Negrito Poeta oftewel het Zwarte Dichtertje was een semi-legendarische dichter uit Nieuw-Spanje, het huidige Mexico, die leefde in de 18e eeuw.
Veel details over zijn leven zijn onbekend. De oudste vermeldingen over zijn leven komen van José Joaquín Fernández de Lizardi (1776-1827). Hij leefde in ieder geval tijdens de regering van onderkoning Juan de Acuña y Casafuerte, dus tussen 1722 en 1734 en moet voor 1760 zijn overleden. Het Dichtertje was van Afrikaase afkomst, vandaar zijn naam. Zijn ouders waren als slaven uit Congo naar Mexico gebracht, en hij heette vermoedelijk José Vasconcelos (niet te verwarren met de 20e-eeuwse filosoof met dezelfde naam). Hijzelf was geboren in wat nu de deelstaat Veracruz is, of naar eigen zeggen:
| Aunque soy de raza conga yo no he nacido africano soy de nación mexicano y nacido en Almolonga | Ik ben van het ras van conga maar niet geboren Afrikaans mijn natie is Mexicaans en geboren in Almolonga |
Hoewel zijn gedichten niet van bijzonder hoge literaire waarde zijn, zijn ze wel vaak erg origineel en vaak grappig. Hij stond vooral bekend, om de snelheid waarmee hij zijn gedichten kon verzinnen. Lizardi vertelt bijvoorbeeld een anekdote waarbij een priester die geknipt wordt bij een kapper het Dichtertje binnen zag lopen. De priester beloofde hem een munt te geven als hij een gedicht kon maken met het laatste wat de kapper had gezegd. los cabellos penden de (de haren hangen van) waarop het Dichtertje antwoordde:
Ya ese peso lo gané
si mi saber no se esconde;
quítese usted, no sea que
una viga caiga, y donde
los cabellos penden, dé
Daar hij analfabeet was zijn zijn gedichten meest door de overlevering bewaard gebleven. Vicekoning Acuña y Casafuerte nodigde hem, nadat hij de verhalen over het Dichtertje had gehoord, uit in zijn paleis. Vervolgens maakte het Dichtertje verschillende gedichten waarin hij de luxueuze levensstijl van Casafuerte aan de kaak stelde. Vanwege zijn populariteit besloten de koloniale autoriteiten er niets tegen te doen:
Sabes que para la muerte
no hay humana resistencia
no hay valor, no hay excelencia
no hay ni ha habido casa-fuerte